# Encoche de sécurité Kensington
L'encoche de sécurité Kensington (aussi appelée verrou Kensington, Kensington lock ou K-lock) fait partie d'un système antivol développé par Kensington Computer Products Group. Il s'agit d'un petit orifice que l'on peut trouver sur la plupart des ordinateurs portables, mais aussi sur d'autres types de matériel, incluant des téléviseurs et vidéoprojecteurs.
Cet orifice (fente, encoche, trou) de forme rectangulaire est renforcé en son pourtour par une plaque métallique. Il est destiné à accueillir un système enfichable associé à un cadenas, relié ensuite à un câble qui doit être fixé autour d'un objet fixe, ou difficile à déplacer.
Ce dispositif a été mis au point en 1992 par Kensington. C'est le plus ancien, il est décrit ci-dessus, avec une image qui en donne les dimensions ci-dessous. Il comporte une fente de 7 × 3 mm et est dénommé « Encoche T Bar ».
Depuis, deux autres normes ont vu le jour chez ce même fabricant :
- une qui comporte une fente de 4,5 × 3,1 mm dénommée « Encoche Wedge Noble Locks » ;
- la plus récente, une fente de 6 × 2,5 mm, dénommée « Encoche Nano Kensington ». Cette norme est destinée aux PC dont l’épaisseur est très réduite.

Il existe aussi un dispositif de point d’ancrage de sécurité ClickSafe de Kensington. Celui-ci se place sur une encoche de sécurité. Il facilite la fixation d'un câble antivol spécifique, qui présente une ergonomie plus aisée pour la mise en place et son retrait (dispositif circulaire).

## Dimensions normalisées

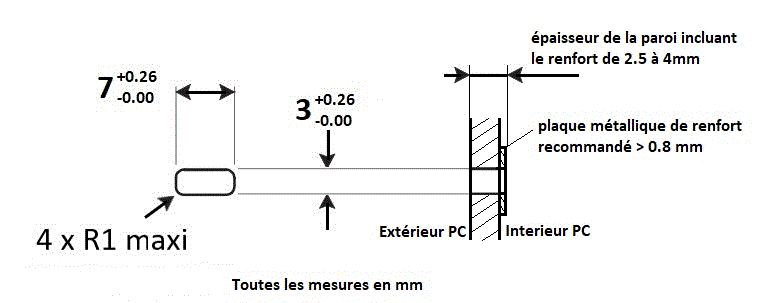
Schéma de l'encoche Kensington.

## Galerie

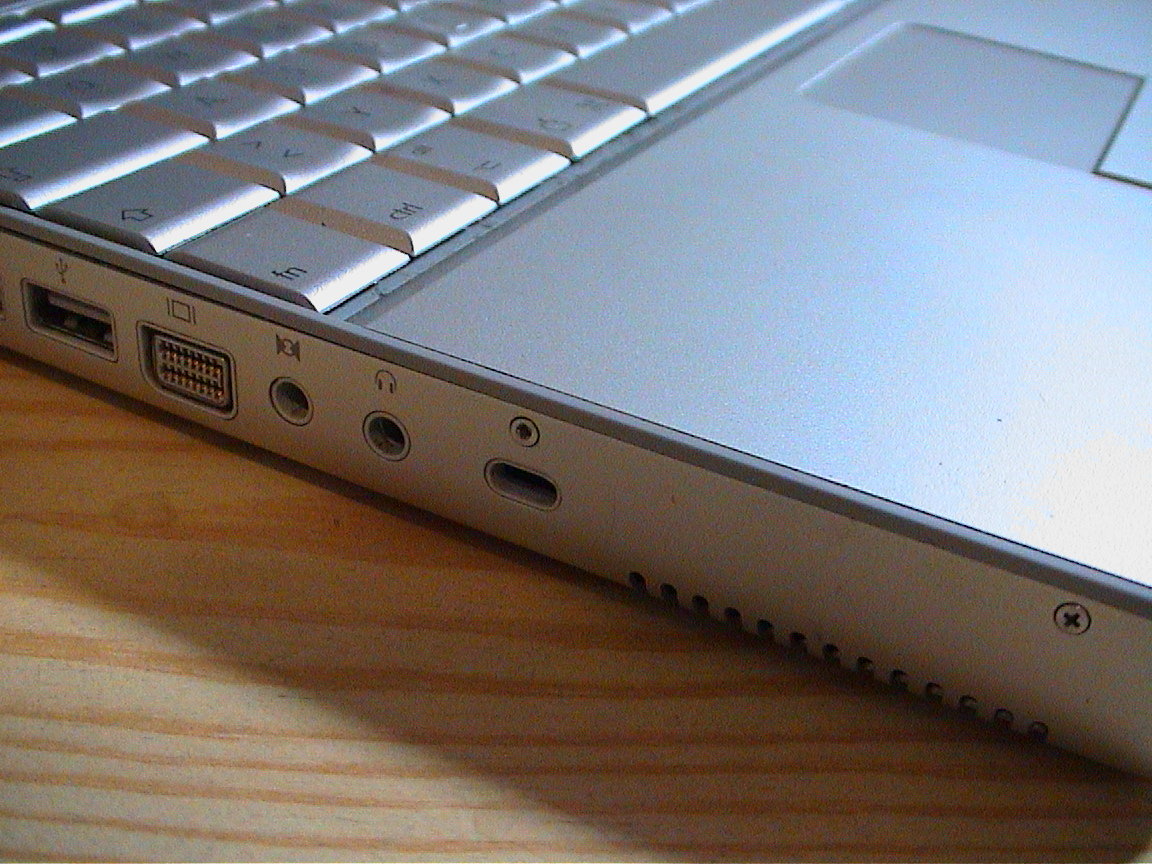
Encoche de sécurité.
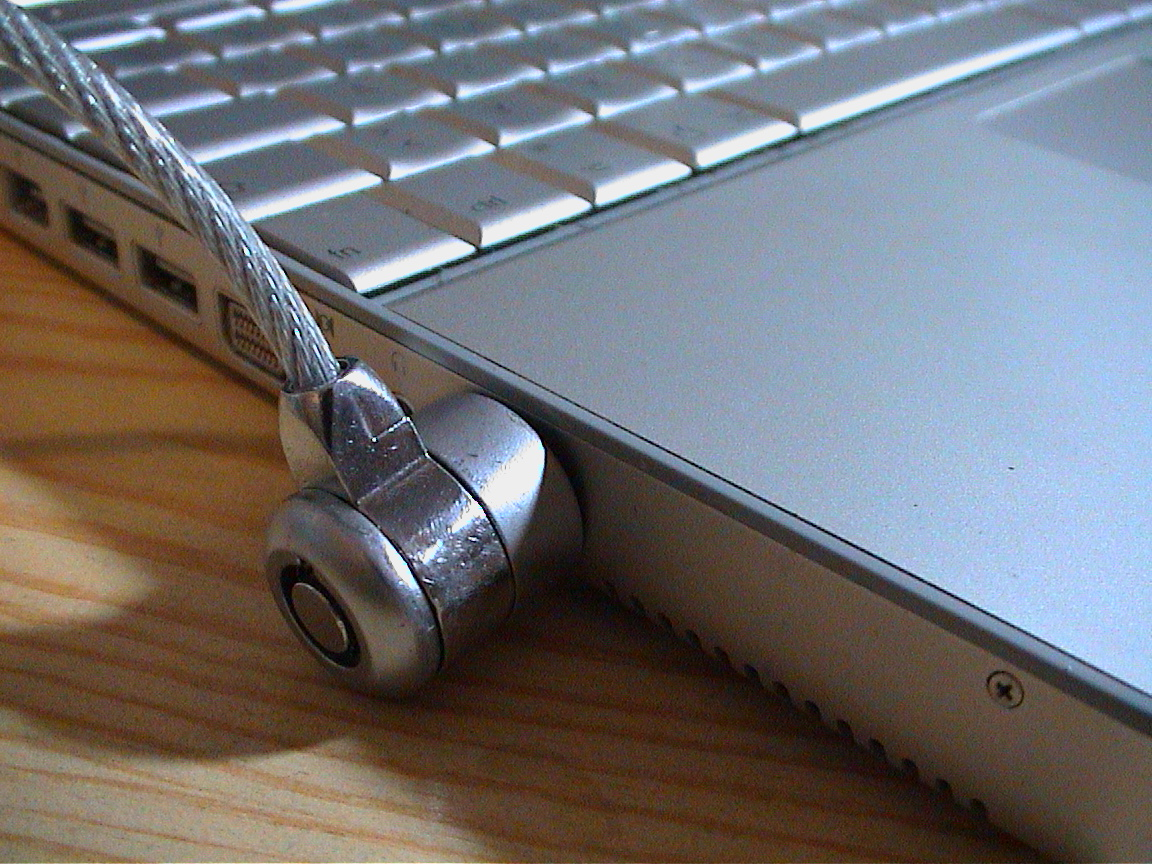
Enclipsé.
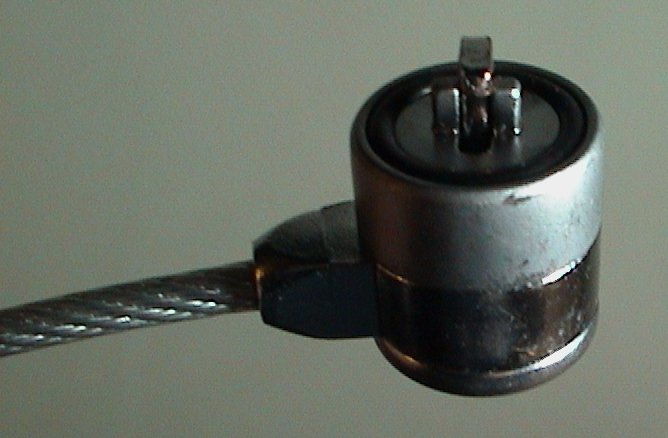
Verrou.